# Kéksapkás pálmalóri
A kéksapkás pálmalóri (Vini australis), korábban kékfejű lóri, a madarak osztályába, a papagájalakúak (Psittaciformes) rendjébe és a szakállaspapagáj-félék (Psittaculidae) családjába, azon belül a lóriformák (Loriinae) alcsaládjába tartozó faj.

## Előfordulása
Amerikai Szamoa, a Fidzsi-szigetek, Niue, Szamoa, Tonga, valamint Wallis és Futuna területén honos.

## Megjelenése
Testhossza 19 centiméter, testtömege 40-55 gramm.

## Életmódja
Nektárral, virágporral és bogyós gyümölcsökkel táplálkozik.